# 128号犹他州州道
128号犹他州州道（英語：Utah State Route 128，SR-128）是美国犹他州的一条州级公路，长44.564-英里（71.719-）。整条道路被列入犹他州风景道路的“科罗拉多河上游景观道路”（英語：Upper Colorado River Scenic Byway），部分道路也列入美國風景道路和恐龙钻石风景道路。猶他摩押本地居民常称SR-128为“河边路”（"the river road"）因其紧邻科羅拉多河。